# Ronde van Vlaanderen 2021
De Ronde van Vlaanderen werd in 2021 verreden op zondag 4 april. Vanwege de geldende maatregelen als gevolg van de coronapandemie werd het publiek opgeroepen om de wedstrijd niet te bezoeken en werden de hellingen, start en finish afgesloten voor publiek. De VRT zond van 9.15 uur tot en met 19.00 live uit met eerst de mannenkoers en aansluitend het slot van de vrouwenkoers.

## Mannen
Voor de mannen was het de 105e editie. De winnaar van de vorige editie, de Nederlander Mathieu van der Poel werd dit jaar verslagen door de Deen Kasper Asgreen.

### Parcours
De start was in Antwerpen en de finish in Oudenaarde. Het parcours was 263,7 kilometer, ruim 20 kilometer langer dan de vorige editie.

### Uitslag
| Plaats | Naam                 | Ploeg                              | Tijd     |
| ------ | -------------------- | ---------------------------------- | -------- |
| 1      | Kasper Asgreen       | Deceuninck–Quick-Step              | 6u02'12" |
| 2      | Mathieu van der Poel | Alpecin-Fenix                      | z.t.     |
| 3      | Greg Van Avermaet    | AG2R-Citroën                       | + 32"    |
| 4      | Jasper Stuyven       | Trek-Segafredo                     | + 33"    |
| 5      | Sep Vanmarcke        | Israel Start-Up Nation             | + 47"    |
| 6      | Wout van Aert        | Team Jumbo-Visma                   | z.t.     |
| 7      | Gianni Vermeersch    | Alpecin-Fenix                      | z.t.     |
| 8      | Anthony Turgis       | Total Direct Energie               | z.t.     |
| 9      | Florian Sénéchal     | Deceuninck–Quick-Step              | z.t.     |
| 10     | Dylan van Baarle     | INEOS Grenadiers                   | z.t.     |
| 11     | Christophe Laporte   | Cofidis                            | z.t.     |
| 12     | Tiesj Benoot         | Team DSM                           | + 49"    |
| 13     | Dimitri Claeys       | Team Qhubeka-ASSOS                 | + 2'15"  |
| 14     | Marcus Burghardt     | BORA-hansgrohe                     | z.t.     |
| 15     | Peter Sagan          | BORA-hansgrohe                     | z.t.     |
| 16     | Danny van Poppel     | Intermarché-Wanty-Gobert Matériaux | z.t.     |
| 17     | Yves Lampaert        | Deceuninck–Quick-Step              | z.t.     |
| 18     | Alexander Kristoff   | UAE Team Emirates                  | z.t.     |
| 19     | Tom Van Asbroeck     | Israel Start-Up Nation             | z.t.     |
| 20     | Heinrich Haussler    | Bahrain-Victorious                 | z.t.     |

## Vrouwen
De 18e Ronde van Vlaanderen voor vrouwen werd verreden op zondag 4 april 2021. De wedstrijd werd net als voorgaande jaren live uitgezonden en de finish was deze keer gepland na de finish van de mannen. Chantal van den Broek-Blaak was de titelverdedigster. Annemiek van Vleuten won na tien jaar voor de tweede maal de Ronde van Vlaanderen op 38-jarige leeftijd.

### Parcours
De Ronde met start en finish in Oudenaarde telde dit jaar 152 kilometer, ruim 16 kilometer meer dan het jaar ervoor.

#### Kasseistroken
| Kasseistrook | Naam             | Km   | Lengte (m) | Km van aankomst |
| ------------ | ---------------- | ---- | ---------- | --------------- |
| 1            | Lippenhovestraat | 33,0 | 1 300      | 102,6           |
| 2            | Paddestraat      | 35,0 | 1 500      | 100,6           |
| 3            | Holleweg         | 57,0 | 1 500      | 78,6            |
| 4            | Haaghoek         | 62,0 | 2 000      | 73,6            |

### Deelnemende ploegen
| World Tourteams | UCI-teams | UCI-teams |
| --- | --- | --- |
| Alé BTC Ljubljana BikeExchange Canyon-SRAM FDJ Nouvelle-Aquitaine Futuroscope Liv Racing Movistar Team SD Worx Team DSM Trek-Segafredo | Aromitalia Vaiano A.R. Monex Bingoal Casino-Chevalmeire Ceratizit-WNT Coop-Hitec Products Doltcini-Van Eyck Sport Drops-Le Col Jumbo-Visma | Lotto Soudal Ladies Massi-Tactic Multum Accountants-LSK Parkhotel Valkenburg Plantur-Pura Team Tibco Valcar-Travel & Service |

### Uitslag
| Plaats | Naam                      | Ploeg                              | Tijd       |
| ------ | ------------------------- | ---------------------------------- | ---------- |
| 1      | Annemiek van Vleuten      | Movistar Team                      | 4u 01' 11" |
| 2      | Lisa Brennauer            | Ceratizit-WNT                      | + 26"      |
| 3      | Grace Brown               | BikeExchange                       | z.t.       |
| 4      | Elisa Longo Borghini      | Trek-Segafredo                     | z.t.       |
| 5      | Demi Vollering            | Team SD Worx                       | z.t.       |
| 6      | Marta Cavalli             | FDJ Nouvelle-Aquitaine Futuroscope | z.t.       |
| 7      | Cecilie Uttrup Ludwig     | FDJ Nouvelle-Aquitaine Futuroscope | + 28"      |
| 8      | Anna van der Breggen      | Team SD Worx                       | + 35"      |
| 9      | Marlen Reusser            | Alé BTC Ljubljana                  | + 51"      |
| 10     | Kristen Faulkner          | Team Tibco                         | + 55"      |
| 11     | Leah Thomas               | Movistar Team                      | + 57"      |
| 12     | Marianne Vos              | Jumbo-Visma                        | + 1'00"    |
| 13     | Lotte Kopecky             | Liv Racing                         | z.t.       |
| 14     | Amy Pieters               | Team SD Worx                       | z.t.       |
| 15     | Elisa Balsamo             | Valcar-Travel & Service            | z.t.       |
| 16     | Maria Giulia Confalonieri | Ceratizit-WNT                      | z.t.       |
| 17     | Floortje Mackaij          | Team DSM                           | z.t.       |
| 18     | Lizzie Deignan            | Trek-Segafredo                     | z.t.       |
| 19     | Chantal Blaak             | Team SD Worx                       | z.t.       |
| 20     | Katarzyna Niewiadoma      | Canyon-SRAM                        | + 1'03"    |

1913 · 
1914 · 
1915 · 
1916 · 
1917 · 
1918 · 
1919 · 
1920 · 
1921 · 
1922 · 
1923 · 
1924 · 
1925 · 
1926 · 
1927 · 
1928 · 
1929 · 
1930 · 
1931 · 
1932 · 
1933 · 
1934 · 
1935 · 
1936 · 
1937 · 
1938 · 
1939 · 
1940 · 
1941 · 
1942 · 
1943 · 
1944 · 
1945 · 
1946 · 
1947 · 
1948 · 
1949 · 
1950 · 
1951 · 
1952 · 
1953 · 
1954 · 
1955 · 
1956 · 
1957 · 
1958 · 
1959 · 
1960 · 
1961 · 
1962 · 
1963 · 
1964 · 
1965 · 
1966 · 
1967 · 
1968 · 
1969 · 
1970 · 
1971 · 
1972 · 
1973 · 
1974 · 
1975 · 
1976 · 
1977 · 
1978 · 
1979 · 
1980 · 
1981 · 
1982 · 
1983 · 
1984 · 
1985 · 
1986 · 
1987 · 
1988 · 
1989 · 
1990 · 
1991 · 
1992 · 
1993 · 
1994 · 
1995 · 
1996 · 
1997 · 
1998 · 
1999 · 
2000 · 
2001 · 
2002 · 
2003 · 
2004 · 
2005 · 
2006 · 
2007 · 
2008 · 
2009 · 
2010 · 
2011 · 
2012 · 
2013 · 
2014 · 
2015 · 
2016 · 
2017 · 
2018 · 
2019 · 
2020 · 
2021 · 
2022 · 
2023 · 
2024
Lijst van beklimmingen
Ronde van de Verenigde Arabische Emiraten ·
Omloop Het Nieuwsblad ·
Strade Bianche ·
Parijs-Nice · 
Tirreno-Adriatico · 
Milaan-San Remo ·
Ronde van Catalonië ·
Driedaagse Brugge-De Panne ·
E3 Saxo Bank Classic ·
Gent-Wevelgem ·
Dwars door Vlaanderen ·
Ronde van Vlaanderen ·
Ronde van het Baskenland ·
Amstel Gold Race ·
Waalse Pijl ·
Luik-Bastenaken-Luik ·
Ronde van Romandië ·
Ronde van Italië ·
Critérium du Dauphiné ·
Ronde van Zwitserland ·
Ronde van Frankrijk ·
Clásica San Sebastián ·
Ronde van Polen ·
Bretagne Classic ·
Benelux Tour ·
Ronde van Spanje ·
Eschborn-Frankfurt ·
Parijs-Roubaix ·
Ronde van Lombardije
Afgelaste wedstrijden: Tour Down Under · Great Ocean Road Race · EuroEyes Cyclassics · GP van Quebec · GP van Montreal · Ronde van Guangxi
Strade Bianche ·
Trofeo Alfredo Binda-Comune di Cittiglio ·
Driedaagse Brugge-De Panne ·
Gent-Wevelgem ·
Ronde van Vlaanderen ·
Amstel Gold Race ·
Waalse Pijl ·
Luik-Bastenaken-Luik ·
Ronde van Burgos ·
La Course by Le Tour de France ·
Clásica San Sebastián ·
Ronde van Noorwegen ·
Simac Ladies Tour ·
GP de Plouay-Bretagne ·
Ceratizit Challenge by La Vuelta ·
Parijs-Roubaix ·
The Women's Tour ·
Ronde van Drenthe
Afgelaste wedstrijden: Cadel Evans Great Ocean Road Race · RideLondon Classic · Postnord Vårgårda WestSweden · Ronde van Chongming · Ronde van Guangxi